# Syrische Federatie
De Syrische Federatie (Frans: Fédération Syrienne, Arabisch: الاتحاد السوري), officieel de Federatie van de Autonome Staten van Syrië, was een statenbond die op 28 juni 1922 werd opgericht door Hoge Commissaris Henri Gouraud. De federatie bestond uit de staten Staat Aleppo, Staat Damascus en de Staat der Alawieten. 
De Syrische Federatie eindigde op 1 januari 1925 en werd opgevolgd door de Staat Syrië, nadat het op 5 december ondertekende decreet in werking trad.